# نهائي كوبا أمريكا 1983
نهائي كوبا أمريكا 1983 كانت المباراة النهائية لمسابقة كوبا أمريكا 1983 وهي مسابقة كرة قدم تنظم من طرف اتحاد أمريكا الجنوبية لكرة القدم، أقيمت المباراة النهائية بنظام الذهاب والإياب، جرت أحداث مباراة الذهاب في 27 أكتوبر على ملعب سنتيناريو، بينما لعبت مباراة الإياب في الرابع من نوفمبر على ملعب فونتي نوفا .
حقق منتخب الأوروغواي البطولة الثانية عشرة بعد تفوقه ذهاباً على المنتخب البرازيلي بنتيجة 0-2 ، وتعادله إيجاباً في الإياب (1-1) .

## عن الفريقين
عرفت البطولة حتى عام 1975 باسم "بطولة أمريكا الجنوبية لكرة القدم".

| الفريق     | سنوات التتويج في كوبا أمريكا السابقة *(للإشارة إلى فوز المنتخب في البطولة باعتباره البلد المضيف) |
| ---------- | ------------------------------------------------------------------------------------------------ |
| الأوروغواي | 11 (1916, 1917*, 1920, 1923*, 1924*, 1926، 1935, 1942*, 1956*, 1959, 1967*)                      |
| البرازيل   | 3 (1919*، 1922*، 1949*)                                                                          |

## تفاصيل النهائي

### مباراة الذهاب
| الأوروغواي           | 2–0 | البرازيل |
| -------------------- | --- | -------- |
| إنزو 41' · ديوغو 80' |     |          |

### مباراة الإياب
| البرازيل     | 1–1 | الأوروغواي  |
| ------------ | --- | ----------- |
| جورجينيو 23' |     | أغيليرا 77' |